# 2623-as mellékút (Magyarország)
A 2623-as számú mellékút egy szűk hat kilométeres hosszúságú, négy számjegyű mellékút Borsod-Abaúj-Zemplén vármegyében, a Cserehát hegység területén.

## Nyomvonala
A 2622-es útból ágazik ki, a 26+100-as kilométerszelvénye közelében, Abaújszolnok, Abaújlak és Nyésta hármashatárának közelében, de Abaújszolnok területén. 700 méter megtétele után hagyja el a kiindulási települését, Gagyapáti külterületére lépve, de a következő, kevesebb, mint egy kilométeres távján nemcsak ezen a településen jut túl, de Alsógagyon is: utóbbi település területének a szélén halad el, pár száz méternyi hosszban. Mindenesetre az 1+700-as kilométerszelvényénél már a negyedik, útjába eső település, Baktakék területén halad; utóbbi központjának északi részén ér véget, beletorkollva a 2624-es útba, annak 14+350 kilométerszelvénye közelében.
Teljes hossza, az országos közutak térképes nyilvántartását szolgáló kira.gov.hu adatbázisa szerint 5,963 kilométer.

## Története
1934-ben a kereskedelem- és közlekedésügyi miniszter 70 846/1934. számú rendelete a teljes hosszában harmadrendű főúttá nyilvánította, több más mai mellékúti útszakasszal együtt, 233-as útszámozással. Az akkori 233-as főút Edelénytől Lak, Monaj, Abaújszolnok és Bakta érintésével Encs térségéig vezetett.